# Stellaland
Stellaland – krótko istniejąca republika burska, położona na terenie dzisiejszej Republiki Południowej Afryki.
Republikę powołało 26 lipca 1882 400 burskich osadników. Prezydentem wybrano Gerrita Jacobusa van Niekerk. Założono miasto Vryburg, które obwołano stolicą. 7 sierpnia 1883 do Stellalandu włączono republikę Goshen i utworzono nową republikę Verenigde Staten van Stellaland.

## Historia powstania
W drugiej połowie XIX wieku Dawid Massouw, wódz ludu Koranna, będącego częścią szczepu Griqua, wywodzącego się z pasterskiego społeczeństwa Khoikhoi osiedlił się wraz ze swoim ludem nad rzeką Harts. Miejsce to nazwane zostało przez samych osiedleńców Mamusa. Teren ten graniczył z Transvaalem, gdyż rzeka Harts była naturalną granicą burskiej republiki. Tereny przyległe do, tych zamieszkiwanych przez lud Koranna były miejscem osiedlenia szczepu Taungs, co w języku Setswana oznacza lew. Wodzem tego szczepu był Batlapin zwany również Mankoroane. Mmamusa – miejsce osiedlenia się ludu Koranna ciągle najeżdżane było przez sąsiadujący Taungs. W październiku 1881 roku Batlapin wraz z kilkoma białymi zaatakował siedlisko ludu Koranna. Chcąc wziąć odwet Dawid Massow zorganizował wyprawę przeciwko Batlapinowi. Wyprawa ta złożona była z 400 Burów z Transvaalu. Nagrodą za uczestnictwo w niej miała być farma. Batlapin widząc, jaką siłą dysponuje przeciwnik zażądał pokoju. Wydarzenie to było początkiem Stellalandu. Biali ustanowili Komisję mającą na celu wytyczyć granicę na obiecane farmy. Komisja składała się z Bosmana, van der Berga, Denisona. Obszar działek miał postać prostokąta w wymiarach 4000 na 6000 jardów. Przydział odbywał się przez losowanie. Kolejnym zadaniem Komisji było również wytyczenie miejsca oraz wybudowanie miasta Vryburg, przyszłej stolicy nowej republiki burskiej. Nazwa miejsca osiedlenia ma swoją genezę w pewnym wydarzeniu, które miało miejsce podczas spotkania Burów przy ognisku. Biali przybysze zastanawiali się wówczas, jak nazwać miejsce osiedlenia. W końcu jeden z uczestników ogniska zaproponował, aby miejsce to nazwać Stellaland – od gwiaździstego nieba. Inna wersja mówi, iż Stellaland pochodzi od komety, która pojawiła się na niebie w ową noc, kiedy nazwa została przyjęta. W 1885 roku 5000 brytyjskich żołnierzy dokonało aneksji Stellalandu. Republika burska została wcielona wraz z Republiką Goshen do Kolonii Koronnej Brytyjskiego Bechuanaland. W 1895 roku nastąpiło wcielenie Kolonii Koronnej do Kolonii przylądkowej. Od 1910 roku do 1994 tereny te znajdowały się pod administracją prowincji Przylądkowej. A obecnie należą do Prowincji Północno-Zachodniej. W czasach apartheidu Vryburg był wyspą terytorium Prowincji Przylądkowej znajdującą się na terytorium bantustanu Bophuthatswana.